# 해리스 로우

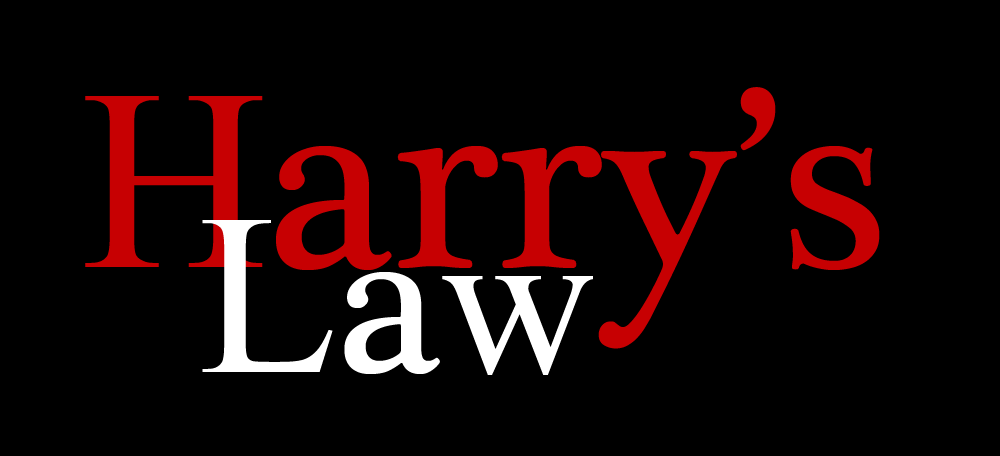

해리스 로우(Harry's Law)은 미국 NBC에서 2011년 1월 17일부터 2012년 5월 11일까지 방영된 텔레비전 드라마이다. 잘나가는 여자 변호사 해리가 법률 사무소를 개업하는 코미디 드라마이다.